# غيل بوغز
غيل بوغز (بالإنجليزية: Gail Boggs)‏ هي ممثلة أمريكية، ولدت في 10 أغسطس 1951 في مونتكلير ‏ في الولايات المتحدة.

## وصلات خارجية
- غيل بوغز على موقع IMDb (الإنجليزية)
- غيل بوغز على موقع روتن توميتوز (الإنجليزية)
- غيل بوغز على موقع ميوزك برينز (الإنجليزية)
- غيل بوغز على موقع أول موفي (الإنجليزية)
- غيل بوغز على موقع قاعدة بيانات برودواي على الإنترنت (الإنجليزية)
- غيل بوغز على موقع قاعدة بيانات الأفلام السويدية (السويدية)
- غيل بوغز على موقع ديسكوغز (الإنجليزية)
- غيل بوغز على موقع قاعدة بيانات الفيلم (الإنجليزية)
- غيل بوغز على موقع كينوبويسك (الروسية)